# (33294) 1998 KM35
1998 KM35 (asteroide 33294) é um asteroide da cintura principal. Possui uma excentricidade de 0.25013410 e uma inclinação de 16.37273º.
Este asteroide foi descoberto no dia 22 de maio de 1998 por LINEAR em Socorro.